# Piranha (comics)
Pour les articles homonymes, voir Piranha (homonymie).
Piranha est un super-vilain appartenant à l'univers de Marvel Comics. Il est apparu pour la première fois dans The Savage Sub-Mariner #70, en 1974.

## Origine
L'être appelé Piranha est la création accidentelle du Docteur Dorcas. Quand le laboratoire de ce dernier fut détruit par Namor et Spider-Man, un piranha fut exposé aux radiations, autrefois utilisées par Dorcas pour créer ses hommes-poissons. Il dévora les assistants de Dorcas, ce qui augmenta encore son intelligence.
Le petit poisson carnivore évolua en être humanoïde, puis exposa d'autres poissons inoffensifs aux radiations, pour créer sa propre petite armée.
Il partit vivre en Amérique du Sud, et utilisa l'équipement de Dorcas pour modifier des piranha. Les poissons, devenus plus intelligents et plus gros, purent dès lors survivre en eau salée. Une fois ses travaux finis, il partit s'installer sur l'atoll Bikini, espérant que les radiations des essais nucléaires aideraient encore à le faire évoluer. 
Quand Namor visita l'atoll, Piranha l'attaqua avec son banc de piranhas mutants. Le prince d'Atlantis dut fuir. Dans le combat, Piranha fut blessé et son sang attira ses propres poissons qui le dévorèrent.
Après quelques mois, tous les Piranhas ayant mangé le monstre aquatique commencèrent à muter eux aussi. Ils créèrent une micro-société et s'amusèrent à capturer des humains pour les faire se combattre, laissant libre le vainqueur. Namor et La Chose subirent bientôt le même sort, les monstres menaçant de tuer Alicia Masters s'ils refusaient de se battre. Les super-héros furent obligés de se battre, mais détruisirent le stade aquatique, écrasant les monstres.
Il s'avéra que le Piranha originel n'était pas mort et avait guéri de ses blessures. Il rejoignit Requin-Tigre, Attuma, Nagala et Orka au sein de l'équipe Deep Six pour défendre Atlantis des Défenseurs.
On ignore depuis quelles sont ses activités.

## Pouvoirs
- Piranha est un être  aquatique à la peau écailleuse et rougeâtre, possédant des nageoires ayant évolué en mains griffues, et des dents triangulaires tranchantes comme des rasoirs.
- Il ne peut pas survivre à la surface, s'asphyxiant en quelques minutes.
- Ses griffes sécrètent un poison naturel qui endort ses adversaires.
- Il est très rapide sous l'eau, rivalisant Namor à la nage.
- Piranha guérit très lentement, mais peut récupérer de blessures normalement mortelles.
- Il peut contrôler mentalement les poissons et les requins à proximité, mais cette capacité parait très limitée, car il n'a pas réussi à arrêter un banc de piranhas rendus fous par son propre sang.
- Piranha a lentement développé une intelligence suffisante pour utiliser des machines. Les scientifiques qu'il a dévoré au début de son évolution en sont sûrement la cause et lui not donné des connaissances en radiation et en biologie.
- Si sa chair est ingérée par d'autres poissons, on pense qu'elle peut les faire muter en versions moins puissantes et moins intelligentes que lui.